# Estrella de la vida

La estrella de la vida

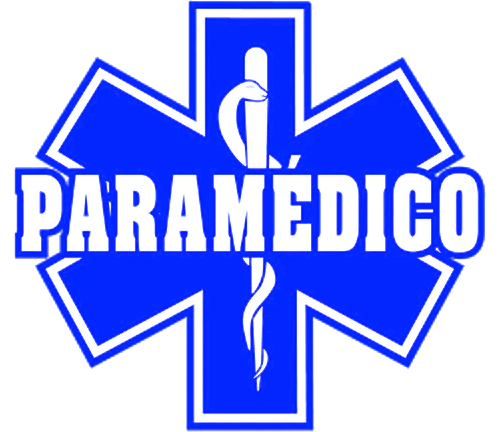
Otra versión

La estrella de la vida es una estrella de seis puntas de color azul, con un borde blanco que en su centro posee la vara de Esculapio, fue diseñada por la Administración Nacional de Seguridad en las Autopistas de Estados Unidos (NHTSA). En Estados Unidos la misma ha sido tradicionalmente utilizada como un sello de autenticación o certificación para las ambulancias, paramédicos u otro personal de manejo de emergencias médicas. En el ámbito internacional representa las unidades y personal de los Servicios de Emergencias Médicas. Una estrella similar pero de color naranja es utilizada por el personal de búsqueda y rescate y otra versión de la misma es utilizada para identificar a los profesionales del servicio de emergencias médicas en los bosques.

## Significado
La estrella de la vida representa la hora dorada, cada una de las puntas significa un suceso que duraría 10 minutos cada uno y va a favor de las manecillas del reloj, en este orden significan:
1. Detección temprana (observar la escena, comprender los problemas, identificar los peligros para sí mismos y para los pacientes, y tomar las medidas apropiadas para garantizar la seguridad)
2. Informar (al personal capacitado como el SME)
3. Respuesta temprana (aplicar los primeros auxilios y cuidados inmediatos según sus capacidades)
4. Cuidados en la escena (llega el SME y aplica cuidados según sus capacidades)
5. Cuidados en el traslado (los SME aplican cuidados médicos durante el traslado)
6. Traslado a un centro de atención definitiva (ayuda adecuada y especializada en el hospital).